# Thioestérase
Une thioestérase, ou thioester hydrolase, est une estérase qui catalyse l'hydrolyse d'une liaison thioester en libérant un acide carboxylique et un thiol :
R1–CO–S–R2 + H2O  {\displaystyle \rightleftharpoons }  R1–COOH + HS–R2.
Ces enzymes comprennent notamment l'acétyl-CoA hydrolase, la palmityl-CoA hydrolase, l'acyl-CoA hydrolase, ou encore l'oléyl-ACP hydrolase, qui intervient dans la biosynthèse des acides gras.